# … Baby One More Time (Lied)
… Baby One More Time (englisch für: ‚… Baby noch einmal‘) ist ein Song der US-amerikanischen Pop-Sängerin Britney Spears aus ihrem gleichnamigen Debütalbum. Das Stück wurde von Max Martin geschrieben.
Der Titel wurde am 15. September 1998 von Jive Records als Single in den Vereinigten Staaten und im Frühjahr 1999 weltweit veröffentlicht. Der Song, der Text und Spears selbst sorgten für Aufmerksamkeit und Diskussionsstoff in den Massenmedien. Das Stück war ein weltweiter Erfolg und der Durchbruch für Spears. Die Sängerin war mit ihrer bis heute erfolgreichsten Single für einen Grammy Award in der Kategorie „Beste weibliche Gesangsdarbietung“ nominiert.

## Hintergrund und Inhalt
Nachdem Spears einen Plattenvertrag bei Jive Records unterzeichnet hatte, flog sie im Frühjahr 1998 nach Schweden, um mit Martin, Denniz PoP, Rami und anderen Produzenten zu arbeiten. Martin schrieb den Titel Hit Me Baby One More Time ursprünglich für TLC, der Song wurde jedoch nicht mit dem US-amerikanischen Pop-Trio aufgenommen, weil TLC die Arbeiten an ihrem dritten Studioalbum FanMail schon beendet hatten. Martin bot das Lied daraufhin Spears und ihrem Management an. Spears erklärte später, dass ihr klar war, dass aus diesem Song ein Hit werden würde. Nach der Einspielung sagte Spears, „Es ging gar nicht gut am ersten Tag im Studio. Ich war einfach zu aufgeregt. Also ging ich abends aus und amüsierte mich. Am nächsten Tag war ich ganz entspannt und packte es. Du musst locker sein, wenn du … Baby One More Time singst.“ Die ursprünglichen Anfangsworte „Hit Me“ wurden vor der Veröffentlichung gestrichen und durch die Ellipse ersetzt. Somit entstand der Songtitel „… Baby One More Time“.
Inhaltlich handelt das Lied von einer verblassenden Liebe. Spears sagte „Es ist ein Song, den jedes Mädchen nachvollziehen kann. Sie will ihren Freund zurück.“ Der Song hat durch den Beginn „Oh baby baby“ einen hohen Wiedererkennungswert. Dieses Stilmittel hat Spears auch für andere ihrer Aufnahmen benutzt, beispielsweise bei Oops!… I Did It Again und If U Seek Amy. Der Text wurde in den Vereinigten Staaten kontrovers diskutiert, vor allem wegen der Worte „hit me baby one more time“, über deren sadomasochistische Konnotation spekuliert wurde.

## Musikvideo
Das Musikvideo wurde am 7. und 8. August 1998 in Los Angeles gedreht; die Regie führte Nigel Dick. Dieser wurde von Kollegen nach der Fertigstellung des Videos für seine Zusammenarbeit mit Spears kritisiert. Er sagte dazu: „Es ist ein prima Song. Ich weiß nichts über Britney. Ich habe mir nie den Mickey Mouse Club angesehen. Sie sieht wie ein nettes Kind aus und sie ist sehr enthusiastisch, aber ich liebe das Lied einfach. Es ist einfach ein großartiger Song“.
Das Video fiel vollkommen anders aus, als es ursprünglich geplant war. Es sollte eigentlich im Cartoon-Stil gedreht werden, um mehr jüngere Zuschauer anzusprechen. Spears war jedoch unglücklich darüber. Sie erklärte, sie wolle ein Video, welches das Leben der Fans reflektiert und dass der Inhalt des Videos in einer Schule angesiedelt sein solle. Spears erklärte Dick ihre Idee und dass sie ein Video mit Tanzeinlagen haben wolle.
Dicks ursprüngliche Idee für Spears’ Outfit basierte auf Jeans und T-Shirt, aber Spears entschied sich für eine Schuluniform. Dick sagte, dass „Jede Kleidung des Videos von Kmart kommt und ich erzählte, dass ich keine Kleidung im Video haben will, die teurer ist als 17 US-Dollar. So ist alles viel realer.“ Spears sagte: „Die Outfits sahen zu kindisch aus, also dachte ich ‚Zieh dein T-Shirt aus und sei cool‘“. Über die Erfahrung des ersten Musikvideos, sagte Spears: „Es war eine wunderschöne Erfahrung. Alle diese Leute da, die mit dir arbeiten und nur das beste für dich wollen. Ich hatte meinen eigenen Trailer. Es war eine wunderschöne Erfahrung“. Das Musikvideo wurde in der Venice High School aufgenommen, derselben Schule, die schon für den Film Grease genutzt worden war.
Das Video beginnt mit einer gelangweilten Spears in einer Klasse einer katholischen Schule. Ihre Assistentin Felicia Culotta spielte die Rolle von Spears Lehrerin. Als die Glocke läutet, läuft Spears aus dem Klassenzimmer in den Schulflur und beginnt ihre Tanz-Choreographie. Danach ist Spears draußen in Sportkleidung. Mit anderen Studenten macht Spears Gymnastikübungen, bevor sie wieder in die Schule geht. Dann sitzt sie auf der Tribüne der Turnhalle und schaut sich ein Basketballspiel an. Ihr Schwarm sitzt neben Spears auf der Tribüne, gespielt von Spears’ Cousin Chad. Nach diesem kurzen Segment beginnt Spears ihre finale Tanz-Szene und das Video endet mit einem Tagtraum – Spears ist wieder in ihrer Klasse zu sehen.

### Einfluss
Das Musikvideo zu …  Baby One More Time verhalf Spears zum Aufstieg zum Superstar.
Im Jahr 1999 erhielt Spears ihre ersten MTV Video Music Award-Nominierungen in den Kategorien „Bestes Pop Video“, „Bester Neuer Künstler“ und Bestes Weibliches Video zu ihrem Musikvideo zu … Baby One More Time. In einer Liste, die 2001 von VH1 erstellt wurde, war das Musikvideo auf Platz 9 der besten Musikvideos aller Zeiten aufgelistet. Das Video war das erste von 14 anderen auf MTVs Serie TRL. In der letzten Episode wurde am 16. November 2009 eine dreistündige Dokumentation über das Musikvideo ausgestrahlt, … Baby One More Time war auf Platz 1 der besten Musikvideos aller Zeiten und das letzte, das in dieser Show ausgestrahlt wurde. Auf MTV Latin America kam das Video auf Platz 7 der meist angesehenen MTV-Videos und auf Platz 3 in den Top 100 Pop Videos hinter Madonnas Like a Virgin und Michael Jacksons Billie Jean.
Wesley Yang verglich das Musikvideo mit Britny Fox’ Musikvideo zu Girlschool, weil es „ebenfalls in einer katholischen Schule stattfindet. […] Aber das war das heißeste Video einer schrecklichen Hair-Metal-Band. Britney Spears war ein wichtiger Punkt in der heutigen Kultur.“
Das Musikvideo wurde in Spears’ Single If U Seek Amy von 2009 nachgestellt. Nachdem sie nach draußen kommt, trägt sie jedoch ein Kleid und ihre Tochter eine Schuluniform.

## Rezeption

### Kritiken
Amanda Murray von Sputnikmusic nannte den Titel „zweifelsfrei den Höhepunkt dieses Albums. Es ist gut komponiert, straff arrangiert und selbst mit Spears’ gesanglichen Einschränkungen ist es direkt für die sprichwörtliche Popkehle“. Für Murray war der Song ein Highlight für die Popmusik. Sie unterstrich: „Da gibt es keine Zweifel, dass man … Baby One More Time für lange Zeit als einen Meilenstein der Popmusik im Allgemeinen ansehen wird und dass es ein starker Anwärter für den Prototyp der Wiederauferstehung des Pops Ende der 90er ist.“ Beth Johnson von Entertainment Weekly nannte das Stück „Candy-Pop mit einem Funk Style“. Stephen Thomas Erlewine von Allmusic fand den Song „genial“, Barry Walters verglich den Song im Rolling Stone mit früheren Hits von Samantha Fox und schrieb, dass der Song „diesen ex-Mausketier aus einer Kleinstadt in Louisiana effektiv in einen lolitahaft schnurrenden Dynamo“ verwandelt habe. Brian Raftery von Blender nannte … Baby One More Time eine „perfekte, geschickt erdachte Popmelodie. […] Zur damaligen Zeit war Teenpop immer noch eine Veranstaltung für Jungen, aber während die Jungs noch über Schwärme summten, plante Spears bereits die Übernachtungssause“.
… Baby One More Time brachte Spears ihre erste Nominierung für einen Grammy Award in der Kategorie „Beste Weibliche Gesangsdarbietung“ ein. Der Song gewann auch eine Reihe weitere Musikpreise, darunter den Teen Choice Award für die „Single des Jahres“ und einen MTV Europe Music Award als „Bester Song“.

### Preise
| Jahr | Show                     | Award                                      | Resultat  |
| ---- | ------------------------ | ------------------------------------------ | --------- |
| 1999 | Teen Choice Awards       | „Single of the Year“                       | Gewonnen  |
| 1999 | MTV Video Music Awards   | „Best Female Video“                        | Nominiert |
| 1999 | MTV Video Music Awards   | „Best Pop Video“                           | Nominiert |
| 1999 | MTV Video Music Awards   | „Best Choreography in a Video“             | Nominiert |
| 1999 | France Mellier M6 Awards | „Premier Clip Award“                       | Gewonnen  |
| 1999 | Music Week Awards        | „Highest Selling Singles Artist in the UK“ | Gewonnen  |
| 1999 | MTV Europe Music Awards  | „Best Song“                                | Gewonnen  |
| 2000 | Grammy Awards            | „Best Female Pop Vocal Performance“        | Nominiert |

… Baby One More Time war auf Platz 25 der besten Popsongs seit 1963 aufgelistet, die Liste wurde von Rolling Stone veröffentlicht und von MTV im Jahr 2000. Blender listet den Song auf Platz 5 der 500 besten Songs aller Zeiten. Der Song wurde auf Platz 17 der besten Songs der 90er aufgelistet, die Liste stammt von VH1 und in einer Liste von 2003, wo es auf Platz 28 der 100 besten Songs der letzten 25 Jahre platziert wurde.

## Kommerzieller Erfolg

### Chartplatzierungen
Der Song wurde den US-amerikanischen Radiostationen offiziell am 23. Oktober 1998 übermittelt. Am 21. November 1998 debütierte … Baby One More Time auf Platz 17 in den Billboard Hot 100 und erreichte Platz eins rund zweieinhalb Monate später und löste Have You Ever? der Sängerin Brandy ab. Währenddessen wurde der Song auch in Kanada ein Nummer-eins-Hit. Der Song blieb vier Wochen an der Spitze der Hot 100 Singles Sales und erlangte somit eine Platin-Auszeichnung durch die Recording Industry Association of America. Von den Rundfunkstationen wurde … Baby One More Time ebenfalls sehr häufig gespielt, sodass Spears mit Platz 8 in den Hot 100 Airplay Charts ebenfalls einen Top-Ten-Hit landete. Der Hit erreichte außerdem Platz eins in den Top 40 Radio Charts und gelangte unter die Top Ten der Top 40 Tracks sowie in die Rhythmic Top 40 Charts. Schließlich belegte der Titel für fünf Wochen Platz eins in den Mainstream Top 40 Charts. … Baby One More Time blieb insgesamt 42 Wochen in den Billboard Hot 100 und erreichte in der Jahreshitparade des Billboard-Magazins Platz 5.
Der Song erreichte die Spitze der Charts in jedem europäischen Land. Er erreichte die Spitze der European Charts für zehn Wochen, blieb zwei Wochen auf Platz 1 der französischen Hitparade, wo der Titel mit 500.000 verkauften Exemplaren mit Platin ausgezeichnet wurde. In Deutschland erreichte … Baby One More Time für sechs Wochen die Chartspitze der Singlecharts sowie für elf Wochen die Chartspitze der Airplaycharts. Für über 750.000 verkaufte Singles in Deutschland wurde der Titel von der International Federation of the Phonographic Industry dreimal mit Gold ausgezeichnet. Im Vereinigten Königreich wurde nach Angaben von Spears’ Plattenlabel Jive Records die Single in nur drei Tagen über 250.000 Mal verkauft. Spears brach dort mit mehr als 460.000 verkauften Singles den damals gültigen Rekord für die meisten Verkäufe in einer Woche von Singles einer weiblichen Künstlerin. Insgesamt wurden in Großbritannien 1,45 Millionen Exemplare der Single verkauft, die dadurch die meistverkaufte Single des Jahres wurde. Am 26. März 1999 wurde der Song im Vereinigten Königreich zweimal mit Platin ausgezeichnet. Spears wurde damit eine der wenigen Künstlerinnen, denen in Großbritannien der Verkauf von mehr als einer Million Singles mit einem einzigen Titel gelang; die anderen sind Kylie Minogue, Whitney Houston, Cher, Céline Dion, Whigfield, Jennifer Rush und nach ihr Alexandra Burke.
… Baby One More Time stieg in den Australischen Charts auf Platz 20 ein und erreichte einen Monat später Platz 1, wo der Titel neun Wochen verblieb. Der Song wurde in Australien hinter Lou Begas Mambo No. 5 die am zweitbesten verkaufte Single des Jahres 1999 und dort für über 210.000 verkaufte Platten dreimal mit Platin ausgezeichnet. In Neuseeland verbrachte der Song vier Wochen auf Platz 1 und wurde mit Platin für über 10.000 verkaufte Singles ausgezeichnet.
| ChartsChartplatzierungen       | Höchstplatzierung | Wochen |
| ------------------------------ | ----------------- | ------ |
| Deutschland (GfK)              | 1 (22 Wo.)        | 22     |
| Österreich (Ö3)                | 1 (21 Wo.)        | 21     |
| Schweiz (IFPI)                 | 1 (26 Wo.)        | 26     |
| Vereinigte Staaten (Billboard) | 1 (32 Wo.)        | 32     |
| Vereinigtes Königreich (OCC)   | 1 (23 Wo.)        | 23     |

| ChartsJahrescharts (1999)      | Platzierung |
| ------------------------------ | ----------- |
| Deutschland (GfK)              | 3           |
| Österreich (Ö3)                | 3           |
| Schweiz (IFPI)                 | 3           |
| Vereinigte Staaten (Billboard) | 5           |
| Vereinigtes Königreich (OCC)   | 1           |

### Auszeichnungen für Musikverkäufe
| Land/Region                  | Auszeichnungen für Musikverkäufe (Land/Region, Auszeichnung, Verkäufe) | Verkäufe  |
| ---------------------------- | ---------------------------------------------------------------------- | --------- |
| Australien (ARIA)            | 3× Platin                                                              | 210.000   |
| Belgien (BRMA)               | 3× Platin                                                              | 150.000   |
| Dänemark (IFPI)              | Platin                                                                 | 90.000    |
| Deutschland (BVMI)           | 3× Gold                                                                | 750.000   |
| Frankreich (SNEP)            | Platin                                                                 | 500.000   |
| Italien (FIMI)               | Platin                                                                 | 100.000   |
| Neuseeland (RMNZ)            | 2× Platin                                                              | 60.000    |
| Niederlande (NVPI)           | Platin                                                                 | 75.000    |
| Norwegen (IFPI)              | 2× Platin                                                              | 40.000    |
| Österreich (IFPI)            | Platin                                                                 | 50.000    |
| Portugal (AFP)               | Gold                                                                   | 5.000     |
| Schweden (IFPI)              | Platin                                                                 | 30.000    |
| Schweiz (IFPI)               | Platin                                                                 | 50.000    |
| Spanien (Promusicae)         | Platin                                                                 | 60.000    |
| Vereinigte Staaten (RIAA)    | 5× Platin                                                              | 5.000.000 |
| Vereinigtes Königreich (BPI) | 4× Platin                                                              | 2.400.000 |
| Insgesamt                    | 2× Gold · 28× Platin ·                                                 | 9.570.000 |

Hauptartikel: Britney Spears/Auszeichnungen für Musikverkäufe

## Trivia
Im April 2005 strahlte das britische Fernsehen eine Serie namens Hit Me Baby One More Time aus, Moderator war Vernon Kay. Im Jahr 2008 hatte die südkoreanische Girlgroup Jewelry, einen Hit namens One More Time, der den Text von … Baby One More Time enthält.
… Baby One More Time ist auf Spears’ Computerspiel Britney Dance Beats enthalten. Eine Coverversion ist auf dem Spiel Karaoke Revolution Volume 2 enthalten, genauso wie in Karaoke Revolution Presents: American Idol Encore.
Zur Veröffentlichung der Bravo Hits 100 wurden Fans aufgefordert, die 100 größten Hits seit dem Release der ersten Compilation zu sortieren. Der zweistündige Countdown lief am 17. Februar 2018 auf RTL und brachte …Baby One More Time als Sieger hervor.

## Coverversionen
… Baby One More Time wurde seit seiner Veröffentlichung von zahlreichen Künstlern gecovert, unter anderem von Brainshake, Intwine, Kevorkian, P.T. Grimm and the Dead Puppies, Jenny Owen Youngs, Neil Sahgal, Annie Bethancourt. Des Weiteren:
- Eine der frühesten Coverversionen stammt von der schottischen Band Travis und wurde während eines ihrer The Bay Tavern-Konzerte in North Yorkshire aufgenommen.[45] Der Song war später auf ihrer Single-Veröffentlichung Turn von 1999 enthalten. Sänger Francis Healey sagte: „Wir spielten ihn beim ersten mal nur zum Spass. Und während wir ihn spielten, verschwand das ironische Grinsen aus meinem Gesicht. Es ist ein sehr gut gemachter Song. Es hat einfach das gewisse Etwas.“[3] The Guardian sagte, diese Version zeige eine neue und „dunkle“ Seite der Band.[45] PopWreckoning.com nannte es als „vielleicht bestes Cover eines Britney-Spears-Songs“.[44] Spears hörte das Lied beim Shoppen im Einkaufszentrum und sagte: „Es war super. Ich mochte es und dachte es war cool. Es war ganz anders als meine Version“.[46]
- Die schwedische Heavy-Metal-Band Black Ingvars coverten den Titel auf ihrem Album Kids Superhits von 2000.[47]
- Die deutsche A-cappella-Gruppe Wise Guys sang ein (teilweise bewusst wörtlich übersetztes) deutsches Cover unter dem Titel Schlag mich Baby noch einmal.[48]
- Im gleichen Jahr coverte die britische Death-Metal-Cover-Band Ten Masked Men den Song auf ihrem Album Return of the Ten Masked Men.[49]
- Eine Coverversion von Ahmet Zappa und Dweezil Zappa war der Soundtrack zu dem Film Ready to Rumble im Jahr 2000.[50]
- 2003 coverte die US-amerikanische Pop-Punk-Band Bowling for Soup den Song als Soundtrack für das Remake von Freaky Friday und kommentierte, dass ihre Version „richtig rockig war, […] nicht die Art von Songs, die wir normalerweise machen“.[51]
- Im Juli 2005 spielten die Dresden Dolls eine Coverversion während ihrer Sommer-Konzerte im Vorprogramm von Panic! at the Disco. Am 18. Juli 2006 spielte die Gruppe den Song in Pittsburgh, Pennsylvania. PopWreckoning.com sagte, die Cover-Version sei „das krasse Gegenteil im Vergleich mit Britneys Version“.[44] Am 29. November 2008 sang Spears Womanizer in der 5. Staffel von The X Factor, und die Band JLS spielte dann eine Coverversion von „… Baby One More Time“.[52][53][54]
- 2005 coverte die Power-Pop-Band Fountains of Wayne den Song für ihren Album Out-of-State Plates. Robert Christgau von The Village Voice nannte den Song eine „kitschige Coverversion vom Original“.[55]
- Ebenfalls 2005 wurde der Song in der Show Australian Idol von der Zweitplatzierten Emily Williams im Finale gesungen.
- Die japanische Pop-Sängerin Shiori Takei coverte den Song für ihren Album The Note of My Nineteen Years von 2005.[56][57][58]
- Auf der im Jahr 2009 veröffentlichten Kompilation Punk Goes Pop 2 des Labels Fearless Records war eine Coverversion von August Burns Red enthalten und eine zu Spears’ Hit Toxic von A Static Lullaby. Beide Coverversionen bekamen negative Kritiken.[59][60][61][62]
- Zum Erscheinen des Kinofilms Kung Fu Panda 4 stellten die als komödiantisches Rock-Duo Tenacious D firmierenden Jack Black und Kyle Gass eine Coverversion des Liedes vor.[63]